# Newport (Minnesota)
Newport est une ville du comté de Washington dans l’État du Minnesota aux États-Unis.
En 2010, sa population était de 3 435 habitants.

## Source
- (en) Cet article est partiellement ou en totalité issu de l’article de Wikipédia en anglais intitulé « Newport, Minnesota » (voir la liste des auteurs).